# Paragonista infumata
Paragonista infumata är en insektsart som beskrevs av Willemse, C. 1932. Paragonista infumata ingår i släktet Paragonista och familjen gräshoppor. Inga underarter finns listade i Catalogue of Life.